# Синдром лизиса опухоли
Синдро́м ли́зиса о́пухоли (англ. tumor lysis syndrome) — группа метаболических нарушений, возникающих как осложнение при лечении онкологических заболеваний. Вызывается гибелью (через лизис) большого количества клеток опухоли за короткий период времени, при которой их содержимое попадает в кровь. Чаще всего возникает при лечении лимфом и лейкозов. В онкологии и гематологии это потенциально смертельное осложнение, поэтому пациенты с риском его возникновения должны находиться под наблюдением во время всего периода лечения химиотерапией.
При синдроме лизиса опухоли характерны гиперкалиемия, гиперфосфатемия, гипокальциемия, гиперурикемия, повышенные уровни азота мочевины крови и других азотосодержащих соединений (азотемия). Эти изменения в уровнях электролитов и метаболитов крови вызваны выбросом в кровь содержимого погибающих клеток. В этом отношении синдром лизиса опухоли схож с рабдомиолизом, но вызывается другими причинами — цитотоксическим эффектом противоопухолевой терапии при высокой скорости пролиферации опухоли. Эти метаболические нарушения вызывают тошноту, рвоту, в более серьёзных случая могут привести к острой мочекислой нефропатии, острой почечной недостаточности, аритмии сердца и смерти.

## Факторы риска
Факторы риска зависят от характеристик пациента, типа опухоли и применяемой химиотерапии.
Характеристики пациента: факторы риска включают в себя повышенный креатинин, почечную недостаточность, обезвоживание и другие состояния, влияющие на уродинамику.
Характеристики опухоли: факторами риска являются быстрая оборачиваемость клеток, высокая скорость роста и большие размеры опухоли. Наиболее часто синдром лизиса опухоли возникает при слабодифференцированных лимфомах (таких как лимфома Беркитта), других неходжкинских лимфомах, остром миелобластном лейкозе, остром миелоидном лейкозе, хроническом миелоидном лейкозе и хроническом лимфолейкозе. Другие злокачественные заболевания, например меланома, также могут быть ассоциированы с синдромом лизиса опухоли, но гораздо реже.
Особенности химиотерапии: опухоли, наиболее чувствительные к химиотерапии (такие как лимфомы), имеют наиболее высокий риск развития синдрома лизиса опухоли. Как правило, синдром возникает при комбинированной химиотерапии, но иногда может быть вызван при лечении стероидами, а в отдельных случаях — без лечения вовсе. В таком случае речь идёт о «спонтанном синдроме лизиса опухоли».